# Camera dei rappresentanti di Washington
La Camera dei rappresentanti di Washington è la camera bassa della Legislatura statale di Washington. Essa si riunisce, insieme al Senato, nel Campidoglio dello Stato di Washington. 
È composta da 98 membri, ognuno dei quali eletti per un mandato biennale. I rappresentanti non sono soggetti a un numero di mandati.